# Eumelea flavata
Eumelea flavata är en fjärilsart som beskrevs av Moore 1887. Eumelea flavata ingår i släktet Eumelea och familjen mätare. Inga underarter finns listade i Catalogue of Life.